# Ogar

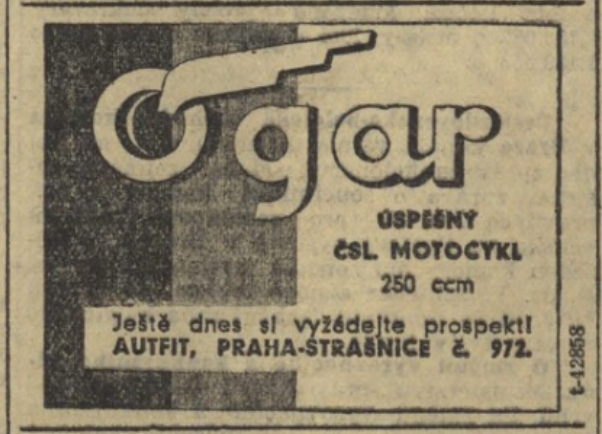
Reklama firmy Autfit na motocykl Ogar (1935)

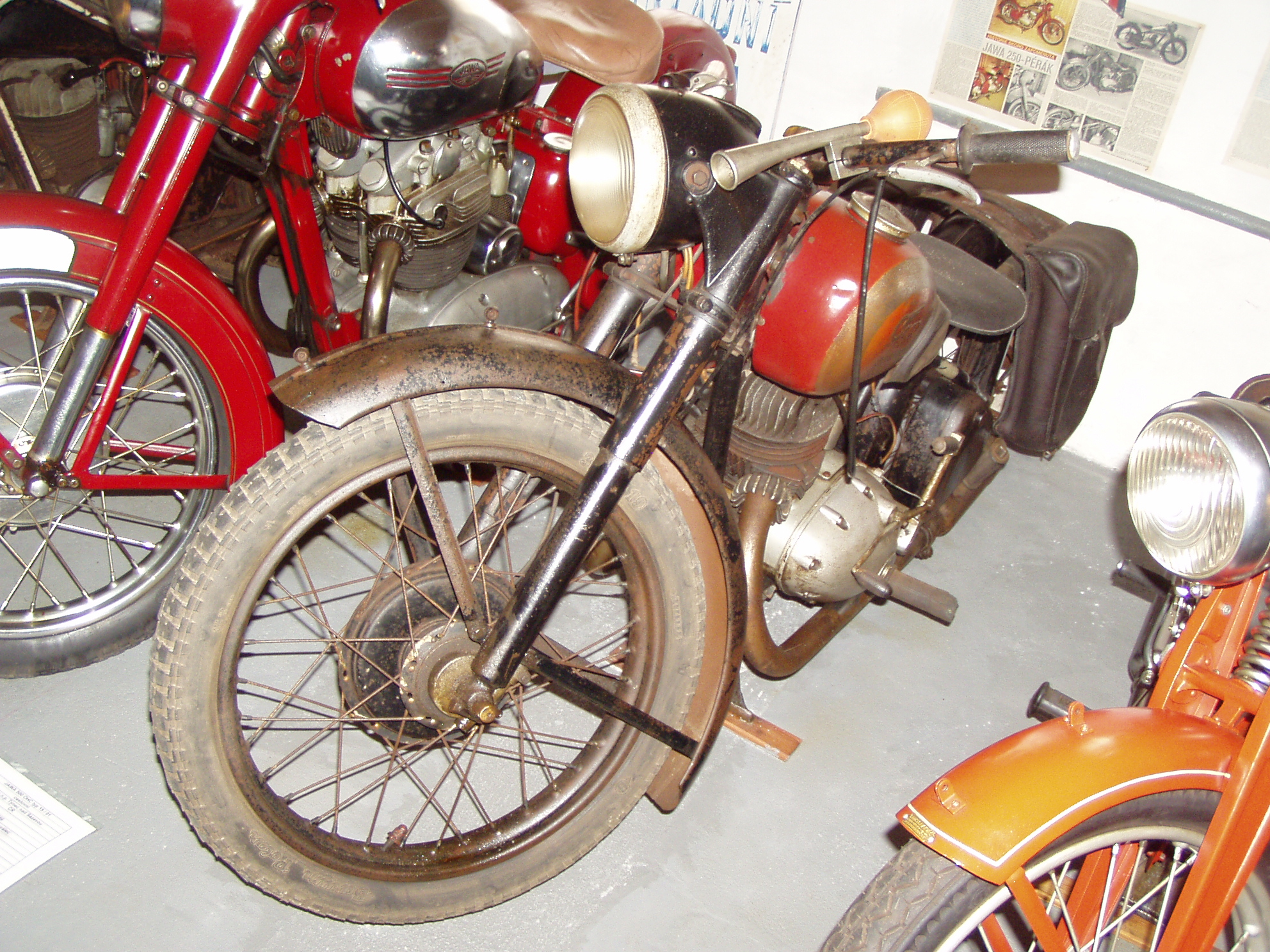
Ogar

Ogar byla česká značka motocyklů existující v letech 1934–1949. V roce 1910 založil Jan Machek firmu Jan Machek, prodej náhradních dílů na jízdní kola, motocykly a automobily. V roce 1924 spoluzaložil veřejnou obchodní společnost Machek a spol., která nabízela stejný sortiment. V roce 1931 byla založena sesterská společnost Autfit, která v Praze-Strašnicích vyráběla ozubená kola a další náhradní díly pro společnost Machek a spol. V roce 1933 bylo rozhodnuto začít vyrábět motocykly. S jejich výrobou se začalo v roce 1934 v nově založené společnosti Autfit. V roce 1942 společnosti Machek a spol. a Autfit fúzovaly pod akciovou společnost Ogar. V roce 1945 byla zavedena národní správa, od roku 1946 připadl Ogar (společně s firmou Jawa) pod národní podnik Zbrojovka Brno.
Mezi blízké spolupracovníky Jana Machka patřil František Malý (spolumajitel a ředitel), Oldřich Zadražil (spolumajitel, švagr Machkův) a Václav Němec (prokurista, vedoucí redaktor firemního časopisu, zakladatel prvních poboček Machek a spol.). V roce 1935 firma Machek a spol. slavila 25. výročí založení, a v té době ve firmě pracovalo 121 zaměstnanců. Od počátku 30. let byl na pražských Vinohradech obchodní dům v Římské ulici čp. 20, který nabízel kompletní sortiment pro motoristy. Po roce 1950 byl tento dům centrálou Mototechny, a v přízemí byla podniková prodejna.

## Historie značky
V roce 1933 bylo rozhodnuto o výrobě motocyklů. Ogar byla obchodní značka, výrobcem byla společnost Autfit se sídlem v Praze-Strašnicích. Kromě sériových strojů bylo vyrobeno několik závodních motocyklů s dvoudobým i čtyřdobým motorem a chlazením vodou i vzduchem:
- Ogar 100 Sachs – Novodobé zdroje uvádí motokola Ahoj 100 cm³ nebo Ogar 100 cm³ s motorem Fichtel & Sachs. Tovární výrobu nelze doložit. Patrně se jednalo o soukromou úpravu jízdního kola s montáží motoru o obsahu 98 cm³.
- Ogar 200 Standard – V roce 1933 byla zakoupena licence belgického motocyklu FN 200, podle kterého byl od roku 1934 vyráběn motocykl o obsahu 250 cm³ s dvoustupňovou převodovkou a ručním řazením s označením Ogar Standard. Vrtání a zdvih měl 68 x 68 mm, výkon 8 koní, trubkový rám, lisovanou přední vidlicí paralelogramového typu s tlumičem řízení a výkyvů. Cena byla 5 350 Kč. Vyráběn byl v letech 1934–1940.
- Ogar 250 2 (1934–1936)
- Ogar 250 4 – Na podzim roku 1935 firma představila motocykl Ogar 4 se čtyřrychlostní převodovkou s monoblokem a s řazením ruční pákou nebo nožním automatem. Vrtání a zdvih bylo 68x68 mm, zdvihový objem 250 cm³, výkon 8,5 koní. Konstrukce rámu byla stejná jako u modelu Standard. Cena byla 6 400 Kč. Byl vyráběn v letech 1936–1941. Ve své době to byl jediný čtyřrychlostní československý motocykl objemu 250 cm³.
- Ogar 250 Standard (1937–1939)
- Ogar 250 2 (1937 – vodní chlazení) – Jezdci Jan Lucák a Hugo Rosák startovali na upravených motocyklech Ogar 2 Standard s vodním chlazením.
- Ogar JAP
- Ogar 250 Elán – Na jaře roku 1938 byl představen model Ogar 250 Elán s třístupňovou převodovkou s nožním řazením a olejovým čerpadlem u bloku motoru, které obstarávalo mazání všech ložisek motoru. Vrtání a zdvih 68x68 mm, výkon 9,5 koně, dvojitý rám z čtyřhranných ocelových trubek a lisovaná přední vidlice. Bylo vyrobeno cca 350 ks. U všech modelů byla elektroinstalace Bosch. Vyráběn byl v letech 1938–1940.
- Ogar 500 OHV plochodrážní – Společnost Autfit postavila několik plochodrážních motocyklů Ogar s motorem JAP 500 cm³.
- Ogar 125 Sachs – Na podzim roku 1940 byl představen motocykl Ogar 125 s motorem Sachs s třístupňovou převodovkou a nožním řazením. Vrtání a zdvih 54x54 mm, výkon 3,5 koně, trubkový rám a lisovaná přední vidlice.
- Ogar 250 prototyp (1940)
- Ogar 250 4 (1946–1948) – Za 2. světové války probíhala tajná modernizace modelu Ogar 4, který byl v roce 1946 představen se čtyřrychlostní převodovkou s nožním a pomocným ručním řazením. Vrtání a zdvih 68x68 mm a výkonu 9,5 koně, trubkový rám a teleskopická přední vidlice. Spínací skříňka s kontrolkou neutrálu a dobíjení byla v nádrži.
- Ogar 350 OHC 1946 – V roce 1946 bylo vyrobeno několik kusů motocyklu Ogar 350 OHC konstruktéra Vincence Sklenáře o výkonu 18 koní.
- Ogar 350 typ 12 – V roce 1948 byla zahájena sériová výroba motocyklu Ogar 350 typ 12 s moderním dvouválcovým motorem o objemu 350 cm³ v rámu Jawa "Pérák". Bylo použito barvy holubí šedi se zlatými linkami. Vrtání a zdvih 58x65 mm, výkon byl 12 koní při 4000 ot/min. Od roku 1950 nesl motocykl označení Jawa 350.

## Galerie

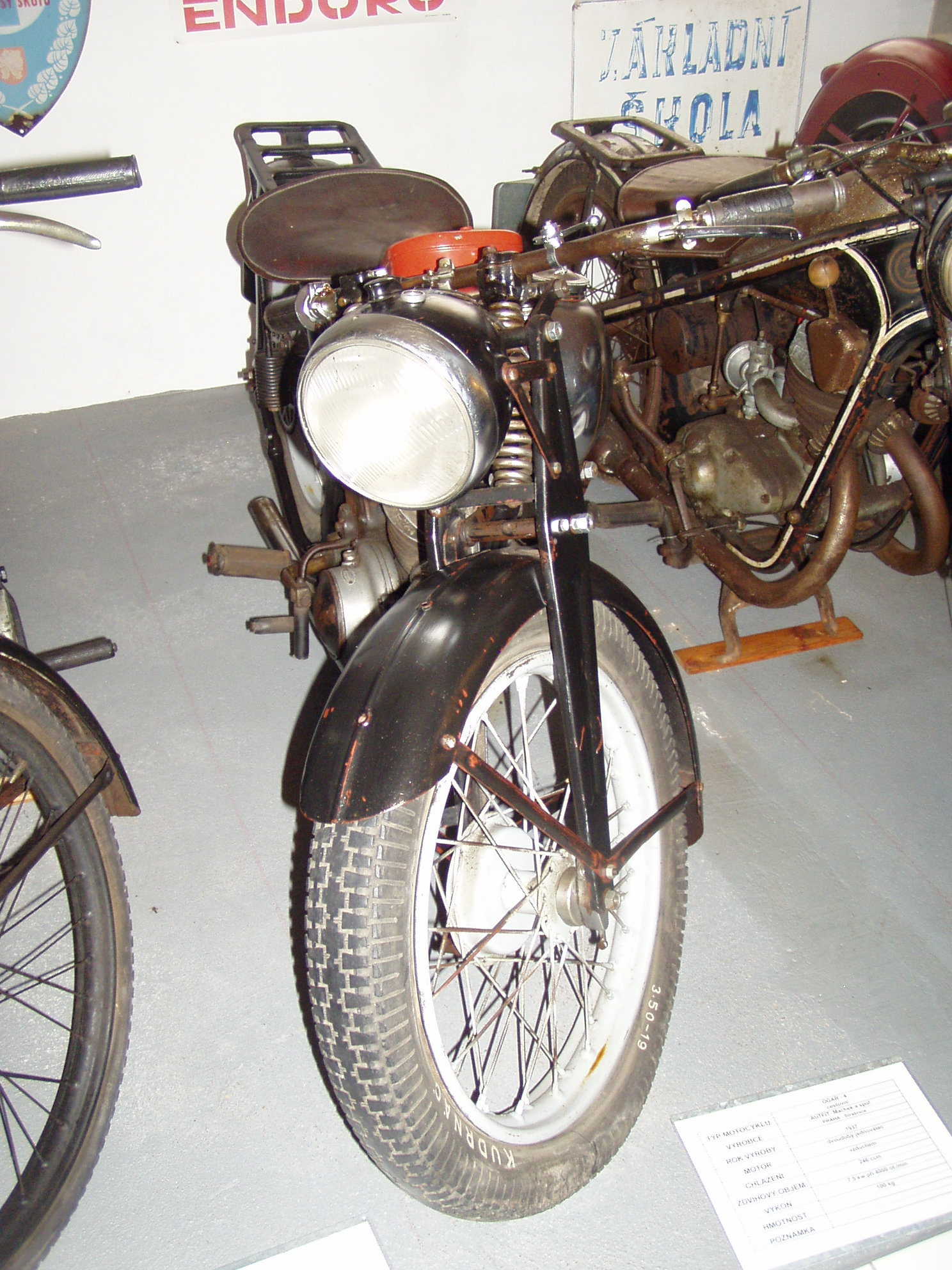
Ogar 4 (1937)
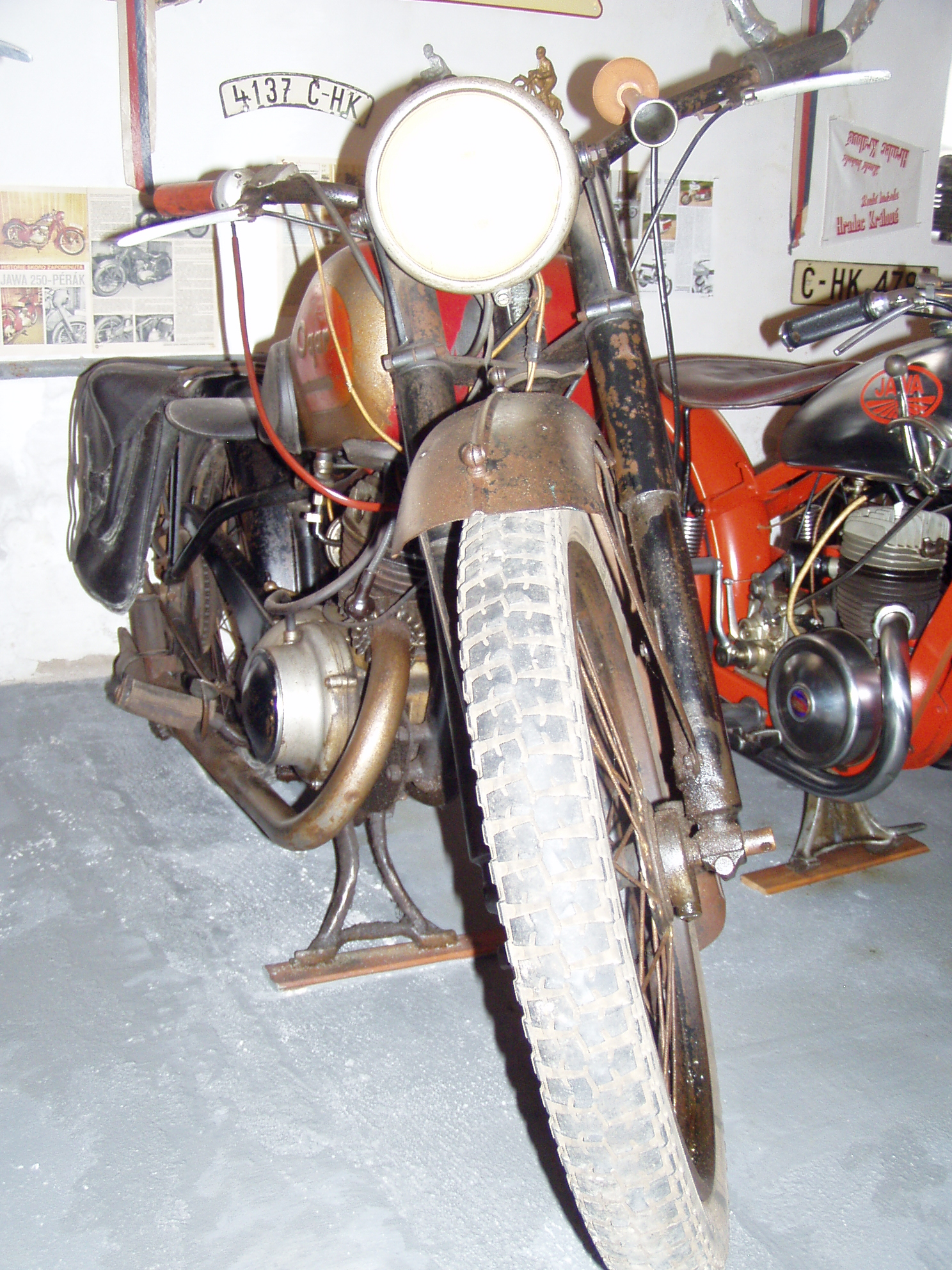
Ogar 250 (1948)